# The Pioneers (band)
The Pioneers is een Jamaicaanse reggae-zanggroep.

## Bezetting
- Winston Hewitt[2]
- Derrick Crooks[3]
- Sydney Crooks[4]
- Glen Adams[5]
- Jackie Robinson[6]
- George Dekker[7]

## Geschiedenis
De groep werd opgericht in 1962 door Winston Hewitt en de broers Derrick en Sydney Crooks. Hewitt werd echter spoedig vervangen door Glen Adams. Hun eerste single Sometime namen ze in 1965 op, nog in het ska-tijdperk, voor de producent Leslie Kong. Adams zette zijn carrière voort als studiomuzikant en speelde orgel bij The Upsetters van Lee Perry en Derrick Crooks werd vervangen door Jackie Robinson. In de bezetting Sydney Crooks/Jackie Robinson namen The Pioneers in 1967 hun eerste single Gimme a Little Loving op voor de producent Joe Gibbs, die zich aan de top van de Jamaicaanse singlehitlijst plaatste. Ook een tophit werd Long Shot, een song over de successen van een beroemd Jamaicaans renpaard. Tot dit moment was de ska overgegaan naar de rocksteady en zou spoedig overgaan naar de reggae. George Dekker, ook bekend als George Agard en Johnny Melody en de jongere halfbroer van Desmond Dekker, vervoegde zich bij de groep, zodat het weer een trio was. Ze veranderden van producent naar Leslie Kong en namen met Easy Come Easy Go een verdere nummer 1-hit op. In 1969 volgde hun misschien wel bekendste song Long Shot Kick De Bucket. Het is een vervolg op Long Shot en vertelt het verhaal, hoe het renpaard samen met het paard Combat tijdens een wedstrijd in Caymanas Park in Kingston om het leven komt. De single werd ook gespeeld in het Verenigd Koninkrijk en plaatste zich daar ook in de hitlijst (#21).
Tijdens dit en het daaropvolgende jaar bevond de band zich op hun artistieke hoogtepunt. Hun songs hadden een Afrikaans lijkende, bijna mystieke monotonie, die zich pas later bij reggaebands als Burning Spear openbaarde. Voorbeelden van deze sound waren Black Bud, Simmer Down Quashi en Samfie Man. Een verder groot succes uit deze tijd was Battle of the Giants. Na een tournee door Egypte en Libanon veranderde hun stijl naar een commerciële, eerder pop-georiënteerde reggae. Deze verandering van stijl zorgde voor hun grootste succes Let Your Yeah Be Yeah in het Verenigd Koninkrijk. Het door Jimmy Cliff geschreven nummer plaatste zich in de Britse hitlijst (#5). Hun song Hard Time uit 1972 zou vijf jaar later verschijnen op het debuutalbum van de band The Selecter en in deze versie tot een van de vroegste hits van de 2-tone-ska worden.
Vanaf 1973 vervolgde Dekker een carrière als zanger en componist. Robinson werkte ook als solist, terwijl Sidney Crooks zich concentreerde op de productie en sinds de late jaren 1980 een eigen studio leidt in Luton. The Pioneers werden officieel nooit ontbonden. De leden traden in de loop van de jaren telkens weer samen sporadisch op.

## Discografie

### Singles
- 1965: Sometime
- 1966: Good Nannie
- 1966: Too Late
- 1966: I love no other Girl
- 1966: Teardrops to a Smile
- 1967: Rudies Are The Greatest
- 1967: Some Of Them A Bawl
- 1967: Whip them
- 1967: Gimme a little Loving
- 1967: Having A Bawl
- 1968: Long Shot
- 1968: Pan Ya Machete

- 1968: Dem A Laugh
- 1968: Run Come Walla
- 1968: Catch the Beat
- 1968: No Dope Me Pony
- 1968: Me Nah Go A Bellevue
- 1968: Catch The Beat
- 1968: Reggay Beat
- 1968: Mama Look Deh
- 1968: Jackpot
- 1968: Things got to Change
- 1968: Easy Come Easy Go
- 1969: Long Shot Kick De Bucket

- 1969: Black Bud
- 1969: Poor Remeses
- 1969: Samfie Man
- 1969: Simmer Down Quashi
- 1970: Battle of the Giants
- 1970: Money Day
- 1970: Cherri, Cherri
- 1970: Starvation
- 1970: I Need Your Sweet Inspiration
- 1971: Let Your Yeah Be Yeah
- 1971: Give and Take
- 1972: Time Hard
- 1972: Roll Muddy River

### Albums
- 1968: Greetings From The Pioneers
- 1969: Long Shot
- 1970: Battle Of The Giants
- 1971: Yeah
- 1972: Let Your Yeah Be Yeah
- 1972: I Believe In Love
- 1973: Freedom Feeling
- 1974: Roll On Muddy River
- 1974: I'm Gonna Knock On Your Door
- 1974: Pusher Man